# Datyń (Polska)
Datyń – wieś w Polsce położona w województwie lubuskim, w powiecie żarskim, w gminie Brody.
W latach 1975–1998 miejscowość administracyjnie należała do województwa zielonogórskiego. 